# Templo de Calgary
El Templo de Calgary es uno de los templos construidos y operados por la Iglesia de Jesucristo de los Santos de los Últimos Días, el número 140 y el tercero erigido en la provincia de Alberta, Canadá. El templo se encuentra a aproximadamente a mitad de camino entre el Templo de Alberta y el templo de Edmonton.
Con 33 000 pies cuadrados (3065,8 m²) de construcción, es uno de los templos de mayor tamaño entre los templos operados por la iglesia SUD en Canadá. El templo de mayores proporciones en el país es el templo de Cardston, con 88 562 pies cuadrados (8227,7 m²) de construcción, seguido del templo de Toronto con 57 982 pies cuadrados (5386,7 m²).

## Anuncio
Desde comienzos del 2000 y con la acelerada construcción de templos por Gordon B. Hinckley, se venían creando planes para un posible templo en la ciudad pionera de Calgary. La Primera Presidencia de la iglesia SUD anunció la construcción del templo en la ciudad de Calgary el cuatro de octubre de 2008, anunciado por el entonces presidente de la iglesia Thomas S. Monson durante la conferencia general de la iglesia. Se anunció la construcción de este templo así como la construcción del Templo de Roma, en Italia; el templo de Córdoba, Argentina; el templo de Kansas City; y el templo de Filadelfia, estos dos últimos en USA. El templo de Calgary se sitúa en el área noroccidental de la ciudad, en 9802 Rocky Ridge Road.
La ceremonia de la primera palada y dedicación del sitio de construcción tuvo lugar el 15 de mayo de 2010 presidida por las autoridades generales de la iglesia en la región.

## Construcción
La iglesia SUD había comprado un terreno de 20 acres (8,1 ha) en el extremo norte de la ciudad anticipando la construcción futura de una zona residencial. Con la construcción residencial 15 años después, la iglesia negoció el terreno a cambio de uno de menor tamaño en una colonia conocida como Royal Oak, consiguiendo autorización de permisología para aprobar dos edificios en el lote. El primer edificio fue un centro de estaca ubicado en el extremo sur del terreno. La mitad norte del lote es ahora el sitio del templo, asentado sobre una colina a mayor altura que el primer edificio que es usado para reuniones dominicales de los fieles. En el folclore mormón, el haber hecho planes para construir un templo previo al anuncio formal es considerado inspiración divina.
El inicio de la construcción del templo tuvo lugar en mayo de 2010. Para octubre de 2011 se había ubicado el revestimiento de piedra y para noviembre el granito se había instalado en el exterior. En enero de 2012 se colocó el capitel y la tradicional estatua dorada del ángel Moroni. El exterior del edificio fue luego tratado con un revestimiento de zinc para hacer juego con los paneles de granito en el cuerpo principal del templo. El templo resurgió con el patrón de poste y dintel del pasado y replicado también en el templo de Draper, Utah.

## Dedicación
El período de casa abierta tuvo lugar desde el 29 de septiembre hasta el 20 de octubre de 2012. El edificio fue dedicado para sus actividades eclesiásticas el 28 de octubre de 2012 por el entonces presidente de la iglesia Thomas S. Monson. Monson había servido como presidente de la misión SUD canadiense en 1959. La dedicación ocurrió en medio de una nevada y temperaturas subcero por lo que se tomaron medidas inesperadas en las tradiciones de los templos SUD para asegurar que el yeso no se congelara durante la ceremonia de la piedra angular. La dedicación fue precedida por una celebración cultural con música y danza por jóvenes canadienses de la iglesia en el Stampede Corral.